# 수곡서원 (경기)
수곡서원은 대한민국 경기도 양평군 지평면 수곡리에 있다. 1986년 5월 30일 양평군의 향토유적 제20호로 지정되었다.

## 개요
이 서원은 조선 전기의 문신으로 연산군 4년(1498) 무오사화 때 피화한 권경우(權景祐)·권경유(權景裕) 형제를 제향한 서원이다. 서원은 전학후묘형으로 강당이 앞에 있고 뒤쪽에 사우를 두었다. ‘수곡서원’이라는 제액이 달린 사우는 정면 3칸, 측면 1칸 규모로 겹처마에 맞배지붕을 가진 초익공의 집으로 한식 골기와를 얹었으며, 좌우측면에 병풍판을 달았다. 강당은 정면 3칸, 측면 칸의 규모로 중간에 마루를 깔고 좌우측에는 온돌방을 배치하였다.